# Abdel Amid Boutefnouchet
Abdel Amid Boutefnouchet (ur. 15 stycznia 1932) – francuski pięściarz, reprezentant kraju podczas igrzysk olimpijskich w 1952 w Helsinkach. Na igrzyskach wziął udział w turnieju w wadze muszej. W pierwszej rundzie przegrał 0:3 z reprezentantem Wielkiej Brytanii Daiem Dowerem.